# Саммит КНДР и США (2019)
Встреча лидеров Северной Кореи и Соединённых Штатов в 2019 году в Ханое (кор. 2019년 2월 북미정상회담 ; англ. 2019 North Korea-United States Hanoi Summit) — переговоры между высшим руководителем КНДР Ким Чен Ыном и президентом США Дональдом Трампом.
Саммит состоялся 27—28 февраля 2019 года в Ханое.
Это была вторая в истории встреча лидеров двух стран.
Первая встреча этих лидеров состоялась в 2018 году в Сингапуре.